# Hyouka
Hyouka (яп. 氷菓 Хё:ка) — аниме-сериал студии Kyoto Animation, снятый по серии романов «Клуб классической литературы» (яп. 古典部 Котэмбу), автором которой является Хонобу Ёнэдзава. Шесть томов были опубликованы в период с 2001 по 2016 год. С марта 2012 года начала выходить одноимённая манга-адаптация, публикующаяся в журнале Shonen Ace издательства Kadokawa Shoten. Аниме-адаптация транслировалась на телеканале Chiba TV с 23 апреля по 17 сентября того же года.

## Сюжет
Главный персонаж Хотаро Орэки по просьбе своей старшей сестры вступает в клуб классической литературы старшей школы города Камияма, чтобы спасти его от закрытия. Написав заявление и придя в комнату клуба, Хотаро обнаруживает там девушку по имени Эру Титанда, ученицу параллельного класса. Позже в клуб вступают ещё двое: Сатоси Фукубэ, единственный друг Орэки, и Маяка Ибара, подруга Фукубэ.
С первого же дня знакомства Эру, а вслед за ней и прочие люди втягивают Хотаро в разгадку различных интересующих их загадок. Так начинается школьный детективный сериал.

## Персонажи

### Главные персонажи
- Хотаро Орэки (яп. 折木 奉太郎 Орэки Хо:таро:) — не очень энергичный парень, вступивший в школьный клуб классической литературы по просьбе своей сестры, чтобы предотвратить его закрытие. Хотя он не особо любит делать то, что требует каких-либо усилий, если предложить ему пищу для размышлений, он может сделать блестящие логические выводы.

Сэйю: Юити Накамура
- Эру Титанда (яп. 千反田 える Титанда Эру) — любопытная девушка, президент клуба. Она вежливая и добрая, но одновременно легкомысленная и энергичная. Происходит из богатой семьи фермеров. Всякий раз, когда Эру узнаёт о какой-то тайне, она не перестаёт думать о ней, пока та не будет разгадана.

Сэйю: Сатоми Сато
- Сатоси Фукубэ (яп. 福部 里志 Фукубэ Сатоси) — одноклассник и единственный друг Хотаро, который присоединяется к клубу вместе с ним. У него очень хорошая память, которую он называет «базой данных». Сатоси является самым весёлым членом клуба, почти всегда улыбается. Обращается к Маяке по имени.

Сэйю: Дайсукэ Сакагути
- Маяка Ибара (яп. 伊原 摩耶花 Ибара Маяка) — четвёртый участник клуба классической литературы. Быстро сблизилась с Эру. Считает Хотаро странным и имеет романтические чувства к Сатоси, но всегда относится к нему с легкомыслием. Называет Фукубэ «Фуку-тян».

Сэйю: Ай Каяно

### Бывшие члены клуба классической литературы
- Томоэ Орэки (яп. 折木 供恵 Орэки Томоэ) — старшая сестра Хотаро. Именно она предложила своему брату вступить в клуб. Её лицо никогда не было показано полностью (в кадр попадала только нижняя его половина).

Сэйю: Сацуки Юкино
- Ёко Итоигава (яп. 糸魚川 養子 Итоигава Ё:ко) — школьный библиотекарь, 61 год (49 в книгах). Была главой клуба классической литературы после инцидента с Дзюном Сэкитани.

Сэйю: Мами Кояма
- Дзюн Сэкитани (яп. 関谷 純 Сэкитани Дзюн) — трагический герой, бывший ученик школы, вокруг которого разворачиваются события произведения. Стал «козлом отпущения» всей школы и был исключён из неё. Бывший глава клуба классической литературы; назвал антологию, которую традиционно выпускает клуб каждый год к культурному фестивалю школы, «Hyouka».

### Ученики класса 2-F
- Фуюми Ирису (яп. 入須 冬実 Ирису Фуюми) — красивая девушка, подруга Эру. Известна по прозвищу «царствующая императрица» (яп. 女帝 дзётэй). Она является лидером своего класса в создании независимого кино для школьного фестиваля культуры.

Сэйю: Юкана
- Курако Эба (яп. 江波 倉子 Эба Курако) — близкая подруга Маю Хонго, автора сценария к фильму класса 2-F. Кажется застенчивой и сдержанной.

Сэйю: Аой Юки
- Дзюнъя Накадзё (яп. 中城 順哉 Накадзё: Дзюнъя) — ассистент режиссёра фильма класса 2-F. Был одним из тех, кто участвовал в разгадке тайны незавершённого сценария Хонго.

Сэйю: Такаюки Кондо
- Томохиро Хаба (яп. 羽場 智博 Хаба Томохиро) — реквизитор группы создателей независимого кино. Также был одним из тех, кто участвовал в разгадке тайны незавершённого сценария Хонго.

Сэйю: Ацуси Абэ
- Мисаки Савакигути (яп. 沢木口 美崎 Савакигути Мисаки) — менеджер по рекламе группы создателей независимого кино. Также участвовала в разгадке тайны незавершённого сценария Хонго. Член клуба астрономии.

Сэйю: Мария Исэ

#### Актёры, снимавшиеся в фильме класса
- Такэо Кайто (яп. 海藤 武雄 Кайто: Такэо) — мускулистый парень, постриженный под ёжик. Самый высокий среди всех актёров фильма.

Сэйю: Кацуюки Кониси
- Дзиро Сугимура (яп. 杉村 二郎 Сугимура Дзиро:) — тощий ученик. Единственный среди актёров, кто носит очки.

Сэйю: Мию Ирино
- Мидори Яманиси (яп. 山西 みどり Яманиси Мидори) — загорелая девушка с крашеными коричневыми волосами до плеч.

Сэйю: Ами Косимидзу
- Мамико Сэноэ (яп. 瀬之上 真美子 Сэно:э Мамико) — низкорослая девушка.

Сэйю: Рё Хирохаси
- Такэо Кацута (яп. 勝田 竹男 Кацута Такэо) — довольно красивый парень с крашеными рыжими волосами.

Сэйю: Юки Тай
- Юри Коносу (яп. 鴻巣 友里 Коносу Ю:ри) — самая низкая девушка в группе актёров. «Выглядела расслабленной, хоть на неё и была направлена камера».

Сэйю: Минори Тихара

### Прочие персонажи
- Масаси Тогайто (яп. 遠垣内 将司 То:гайто Масаси) — наследник семьи Тогайто, которая известна в сфере образования. Глава клуба стенгазеты школы Камияма.

Сэйю: Рётаро Окиаю
- Омити-сэнсэй (яп. 尾道) — учитель математики. Описывается Сатоси как «строгий, но только потому, что он строг к себе».

Сэйю: Такуми Ямадзаки
- Корэюки Тани (яп. 谷 惟之 Тани Корэюки) — знакомый Сатоси. Член клуба го. Первым обращает внимание Сатоси на кражи во время культурного фестиваля.

Сэйю: Ёсихиса Кавахара
- Сёко Юаса (яп. 湯浅 尚子 Юаса Сё:ко) — глава клуба изучения манги.

Сэйю: Наоми Синдо
- Аяко Коти (яп. 河内 亜也子 Ко:ти Аяко) — заместитель главы клуба изучения манги.

Сэйю: Масуми Асано
- Харуна Андзё (яп. 安城 春菜 Андзё: Харуна) — подруга Аяко, один из авторов манги «К вечеру лишь прах».
- Кахо Дзюмондзи (яп. 十文字 かほ Дзю:мондзи Кахо) — подруга Эру, ученица класса 1-D, член клуба предсказаний. Первой обращает внимание Эру на кражи во время культурного фестиваля. Жрица храма Арэкусу.

Сэйю: Саори Хаями
- Дзиро Танабэ (яп. 田名辺 治朗 Танабэ Дзиро:) — член исполнительного комитета.

Сэйю: Дзюн Фукуяма
- Мунэёси Кугаяма (яп. 陸山 宗芳 Кугаяма Мунэёси) — председатель школьного совета. Художник произведения «К вечеру лишь прах».

Сэйю: Тосиюки Морикава
- Риэ Дзэнна (яп. 善名 梨絵 Дзэнна Риэ) — родственница Маяки и старшая сестра Каё.

Сэйю: Аки Тоёсаки
- Каё Дзэнна (яп. 善名 嘉代 Дзэнна Каё) — младшая сестра Риэ, является более тихой и пугливой.

Сэйю: Юй Огура

## Романы
| № | Заглавие | Дата публикации      | ISBN                   |
| --- | --- | -------------------- | ---------------------- |
| 1 | Хёка / The niece of time Хё:ка (氷菓)                                                                                     | 31 октября 2001 года | ISBN 978-4-04-427101-5 |
| Старшая сестра вынуждает Хотаро Орэки вступить в школьный клуб классической литературы. Вскоре другой член этого клуба, Эру Титанда, просит Хотаро разгадать загадку, связанную со словами, которые ей сказал её дядя в детстве. | |                      |                        |
| 2 | Титры шута / Why didn't she ask Eba? Гуся но эндоро:ру (愚者のエンドロール)                                               | 31 июля 2002 года    | ISBN 978-4-04-427102-2 |
| Подруга Эру, Ирису Фуюми, просит клуб классической литературы понять, чем хотела закончить любительский фильм класса 2-F сценарист, попавшая в больницу.                                                                         | |                      |                        |
| 3 | Порядок Кудрявки / Welcome to Kanya Festa! Кудоряфука но дзюмбан (クドリャフカの順番)                                     | 30 июня 2005 года    | ISBN 4-04-873618-3     |
| Вся школа пытается поймать «Дзюмондзи», ворующего у искусствоведческих клубов их вещи, оставляя на их местах странные записки и программки культурного фестиваля.                                                                | |                      |                        |
| 4 | Кукла, пошедшая в обход / Little birds can remember То:мавари суру хина (遠まわりする雛)                                  | 3 октября 2007 года  | ISBN 978-4-04-873811-8 |
| Сборник рассказов. | |                      |                        |
| 5 | Расчёт расстояния между ними / It walks by past Футари но кёри но гайсан (ふたりの距離の概算)                             | 25 июня 2010 года    | ISBN 978-4-04-874075-3 |
| В клуб классической литературы поступает новенькая девушка, но почти сразу же исчезает. Хотаро пытается понять, зачем она это сделала.                                                                                           | |                      |                        |
| 6 | Хотя мне говорили, что теперь у меня есть крылья / Last seen bearing Имасара цубаса то иварэтэмо (いまさら翼といわれても) | 30 ноября 2016 года  | ISBN 978-4-04-104761-3 |
| Тайна, которой нужно бросить вызов, чтобы стать «взрослым». | |                      |                        |

## Аниме-сериал
| 1 | Восстановление почитаемого клуба классической литературы «Дэнто: ару котэн бу но сайсэй» (伝統ある古典部の再生)  | Том 1, глава 2; том 4, глава «Яранакэрэба икэнай кото нара тэ мидзика ни» | 23 апреля 2012 года   |
| Орэки Хотаро — энергосберегатель. Он никогда не возьмется за то, от чего ему не будет никакой пользы. Когда он поступает в старшую школу Камияма, его старшая сестра Томоэ, путешествующая по миру, присылает ему письмо, в котором просит Хотаро вступить в школьный клуб классической литературы, чтобы его не закрыли за отсутствием членов. Томоэ училась в этой же школе и состояла в этом клубе, поэтому не собирается смотреть на то, как его закрывают. В итоге Хотаро пишет заявление на вступление в клуб и идет осмотреть комнату клуба. К своему удивлению, он обнаруживает в ней незнакомую ему девушку, Титанду Эру, которая вступила в клуб по личным причинам. Однако они не понимают, как Эру оказалась заперта в этой комнате. Титанда просит Хотаро помочь ей разобраться в этом, и тот понимает, что Титанду запер уборщик. В клуб вступает и друг Хотаро, Фукубэ Сатоси. Через несколько дней она рассказывает Сатоси загадочную историю, а тот делится ей с Хотаро. Орэки решает выразить свою благодарность Титанде и придумывает разгадку к одной школьной легенде.                         | |                                                                           |                       |
| 2 | Деятельность почитаемого клуба классической литературы «Мэйё ару котэн бу но кацудо:» (名誉ある古典部の活動)     | Том 1, главы 1, 3 и 4                                                     | 30 апреля 2012 года   |
| Титанда заявляет о том, что клуб классической литературы должен написать антологию к школьному культурному фестивалю. В поиске прошлых выпусков весь клуб собирается в библиотеке. Титанда знакомится с бывшей одноклассницей Хотаро, Ибарой Маякой, которая поступила в ту же старшую школу, что и Хотаро с Сатоси, чтобы часто видеться с последним. Ибара рассказывает Хотаро историю о популярности книги, которую прежде никто не читал. Поразмыслив, Хотаро раскрывает секрет. Старший библиотекарь, Итоигава Ёко, сообщает, что антологий клуба классической литературы в библиотеке нет. В воскресенье Эру зовет Хотаро на личную встречу и сообщает, что хочет ему в чём-то признаться. | |                                                                           |                       |
| 3 | Преемники клуба классической литературы и их последствия «Дзидзё: ару котэн бу но мацуэй» (事情ある古典部の末裔) | Том 1, главы 4 и 5                                                        | 7 мая 2012 года       |
| Эру рассказывает Хотаро, что в детстве она заплакала после слов своего дяди, Сэкитани Дзюна, которых она теперь не помнит. Она помнит только, что эти слова были как-то связаны с клубом классической литературы старшей школы Камияма. Дядя пропал в Индии семь лет назад, а по японским законам пропавшего без вести признают погибшим именно через семь лет после пропажи, поэтому Эру хочет побыстрее найти ответ. Хотаро соглашается помочь, заявив, что будет сообщать ей, если узнает что-то новое. Томоэ присылает Хотаро ещё одно письмо, в котором пишет, что старые выпуски антологии лежат в клубной комнате в шкафчике для лекарств. Тот, как оказывается, должен сейчас находиться в старой комнате клуба, которая сейчас числится за издателями стенгазеты. Их глава, Тоогайто Масаси, странно себя ведет и не желает помогать клубу классической литературы в лице Хотаро, Эру и вступившей в клуб Маяки с поисками. Хотаро приходится надавить на него, чтобы заставить принести антологии в комнату клуба классической литературы. В одном из первых выпусков Титанда находит имя Сэкитани Дзюна. | |                                                                           |                       |
| 4 | Прошлое клуба классической литературы и его слава «Эйко: ару котэн бу но сэкидзицу» (栄光ある古典部の昔日)       | Том 1, глава 6                                                            | 14 мая 2012 года      |
| Клуб классической литературы полным составом собирается в особняке семьи Титанды, чтобы раскрыть правду о том, что же произошло 45 лет назад с Сэкитани Дзюном. Пользуясь крупицами найденной информации, Хотаро приходит к выводу, что школа хотела сократить культурный фестиваль, и Сэкитани Дзюн был организатором «восстания» недовольных учеников против учителей, за что через несколько месяцев был исключен из школы. | |                                                                           |                       |
| 5 | Правда клуба классической литературы и его прошлое «Рэкиси ару котэн бу но синдзицу» (歴史ある古典部の真実)      | Том 1, главы 7 и 9                                                        | 21 мая 2012 года      |
| После телефонного разговора с Томоэ Хотаро понимает, что его вывод неточен. Он обнаруживает, что редактором того выпуска антологии, в котором упоминается Сэкитани, была Итоигава. Она рассказывает правду о событиях сорокапятилетней давности, а Хотаро раскрывает истинное значение названия, данного антологии Сэкитани Дзюном. | |                                                                           |                       |
| 6 | Совершение смертного греха «Дайдзай о окасу» (大罪を犯す)                                                        | Том 4, одноимённая глава                                                  | 28 мая 2012 года      |
| После длительного разговора о семи смертных грехах Эру просит Хотаро помочь ей понять, почему она разозлилась на учителя математики. | |                                                                           |                       |
| 7 | Выявление истины «Сё:тай митари» (正体見たり)                                                                    | Том 4, одноимённая глава                                                  | 4 июня 2012 года      |
| Летом весь клуб едет в гостиницу, которой владеет семья родственников Маяки. В первую же ночь Эру и Маяка видят призрака. | |                                                                           |                       |
| 8 | Пойдёмте на предпросмотр! «Сися кай ни ико:!» (試写会に行こう!)                                                  | Том 2, главы 0, 1, 2, 3 и 4                                               | 11 июня 2012 года     |
| Второклассница Ирису Фуюми просит клуб классической литературы помочь её классу закончить детективный фильм, который класс снимает к культурному фестивалю. Фильм снят просто ужасно, но вся беда в том, что сценарист заболела, не дописав сценарий до конца. Хотаро соглашается на условиях того, что он будет не «детективом», а «наблюдателем» и просто послушает теории одноклассников Ирису и выскажет своё мнение по поводу услышанного. На следующий день Эба Курако, одноклассница Фуюми, приводит членов клуба классической литературы к трем участникам съёмок. | |                                                                           |                       |
| 9 | Дело об убийстве в заброшенной деревне Фуруока «Фуруока хайсон сацудзин дзикэн» (古丘廃村殺人事件)               | Том 2, главы 2, 3, 4 и 5                                                  | 18 июня 2012 года     |
| Выслушав все три теории, Хотаро по очереди отвергает их. На обратном пути из школы его встречает Фуюми. | |                                                                           |                       |
| 10 | Слепое пятно 10 000 человек «Баннин но сикаку» (万人の死角)                                                      | Том 2, главы 1, 5, 6 и 7                                                  | 25 июня 2012 года     |
| Ирису заявляет Хотаро, что позвала Титанду и клуб на предпросмотр только из-за Хотаро. Она наслышана о его выдающихся умственных способностях и решила использовать их, чтобы закончить фильм. Искусно надавив на Хотаро, Фуюми заставляет его явиться в школу на следующий день, чтобы тот пересмотрел фильм и понял, кто убийца. Хотаро приходит в голову правдоподобная теория, по которой, в итоге, и снимают конец фильма. После просмотра Маяка говорит Хотаро, что в его концовке нет ни слова о верёвке, которую упомянул реквизитор фильма, перечисляя, какой реквизит требовала сценарист фильма, Хонго Маю. | |                                                                           |                       |
| 11 | Титры шута «Гуся но эндоро:ру» (愚者のエンドロール)                                                              | Том 2, главы 7 и 8                                                        | 2 июля 2012 года      |
| Остальные члены клуба также находят опровержения к теории Хотаро. В конечном итоге оказывается, что Хонго не заболела, а просто не смогла писать сценарий под давлением класса, так как её вкусы и вкусы её одноклассников слишком сильно различались. Титанда предлагает Хотаро свою (верную) концовку, но фильм уже нельзя переснять. | |                                                                           |                       |
| 11,5 (OVA) | То, что нужно каждому «Моцубэки моно ва» (持つべきものは)                                                        | Нет                                                                       | 8 июля 2012 года      |
| Вернувшая из путешествия Томоэ находит для Хотаро подработку – спасатель в общественном бассейне. Сатоси узнаёт об этом и приводит в бассейн Маяку и Эру. Последней кажется, что одна из посетительниц бассейна потеряла серёжку, но спросить её об этом напрямую они боятся из-за её свирепого мужа. Клуб начинает искать пропажу. | |                                                                           |                       |
| 12 | Дела, которые постоянно накапливаются «Кагиринаку цумарэта рэй но арэ» (限りなく積まれた例のあれ)                | Том 3, главы 1 и 2-1                                                      | 9 июля 2012 года      |
| Наступил культурный фестиваль старшей школы Камияма. По словам Томоэ, клуб классической литературы каждый год ввязывался в неприятности на фестивале. Вот и теперь — вместо 30 экземпляров антологии издатель отпечатал 200. И теперь их нужно продать за три дня, но у клуба худшее место для продаж во всей школе, а сам он малоизвестен. Эру ищет помощи у других клубов, Маяка вынуждена находиться в комнате клуба изучения манги, в котором состоит наравне с клубом классической литературы, Хотаро остаётся в клубной комнате, чтобы продавать антологии. В обмен на полученный от сестры талисман он получает у покупателей проход за кулисы показа мод. Сатоси же собирается участвовать во всешкольной викторине. | |                                                                           |                       |
| 13 | Труп в сумерках «Ю:бэ ни ва мукуро ни» (夕べには骸に)                                                            | Том 3, главы 2-2, 2-3 и 3-1                                               | 16 июля 2012 года     |
| Сатоси рекламирует антологию на викторине. Его знакомый Корэюки Тани рассказывает ему, что из комнаты клуба го пропало несколько камней для игры. Дзюмондзи Кахо, подруга детства Эру, рассказывает ей, что у клуба гаданий украли карту Таро. Преступник оставил записку, подписанную «Дзюмондзи». Хотаро выменивает булавку с приглашения за кулисы показа мод на водяной пистолет (действуя на манер японской сказки «Соломенный миллионер»). Маяка спорит с Аяко, утверждающей, что шедевров не бывает, и обещает принести мангу под названием «Труп в сумерках», которая является настоящим шедевром. Сатоси договаривается с Эру и Маякой о том, что на следующий день они будут участвовать в кулинарном состязании. Мангу дома Ибара не находит. | |                                                                           |                       |
| 14 | Дикий огонь «Вайрудо файа» (ワイルド・ファイア)                                                                  | Том 3, глава 3-2                                                          | 23 июля 2012 года     |
| Хотаро выменивает водяной пистолет на пачку муки. Во время кулинарного поединка Сатоси и Эру истратили все продукты, и если Маяка не сможет ничего приготовить, то они проиграют. Хотаро вспоминает о муке и передает пачку Сатоси, тот даёт её Маяке. Несмотря на отсутствие черпака, той удается за доли секунды до конца конкурса приготовить своё блюдо. Эру обнаруживает записку от Дзюмондзи, в которой тот пишет, что черпак клуба кулинарии был «утерян». | |                                                                           |                       |
| 15 | Дело Дзюмондзи «Дзю:мондзи дзикэн» (十文字事件)                                                                  | Том 3, главы 3-3, 4                                                       | 30 июля 2012 года     |
| Хотаро понимает то, что «Дзюмондзи» означает «десять символов», а все его кражи совершены в порядке японской азбуки годзюон. Сатоси пытается поймать вора, но это ему не удается. Сёко сообщает Маяке, что Аяко говорила о том, что шедевров не существует, не всерьёз. Хотаро просит у Ибары какой-нибудь предмет в обмен на муку, продолжая следовать линии «Соломенного миллионера». Та отдает ему зеркало. Титанде удается ещё немного разрекламировать клуб классической литературы. Клуб понимает, что они станут последней целью Дзюмондзи. | |                                                                           |                       |
| 16 | Последняя цель «Сайго но хё:тэки» (最後の標的)                                                                   | Том 3[уточнить]                                                           | 6 августа 2012 года   |
| На третий день фестиваля в школу приходит Томоэ и в обмен на зеркало отдает Хотаро экземпляр манги «Труп в сумерках». Читая предисловие, Хотаро узнает три вещи: мангу написало несколько человек, спрятавшись за псевдонимом, мангу издали на прошлогоднем культурном фестивале старшей школы Камияма, а авторы собирались выпустить на текущий фестиваль мангу «Последовательность Кудрявки». Эру и Маяке удается узнать у заместителя главы школьного совета Танабэ Дзиро, что иллюстратором «Трупа в сумерках» был президент школьного совета, Кугаяма Мунэёси, а автором сюжета — подруга Аяко. «Дзюмондзи» пропускает символ «ку» и грабит сразу клуб лёгкой музыки («кэй-он»). Эру приглашают на интервью по школьному радио. | |                                                                           |                       |
| 17 | Последовательность Кудрявки «Кудоряфука но дзюнбан» (クドリャフカの順番)                                         | Том 3[уточнить]                                                           | 13 августа 2012 года  |
| Титанда по радио просит как можно больше учеников выследить и поймать Дзюмондзи, но тот добивается своего. Сатоси вспоминает, как проследил днём за Хотаро и узнал, что тот вычислил вора и договорился с ним о том, как будет закончена последовательность десяти символов. Тот раскрывает Хотаро мотивы преступления. Аяко говорит Маяке, что она знала о «Трупе в сумерках», но не смогла заставить себя дочитать его до конца, завидуя таланту подруги. В конце последнего дня фестиваля нераспроданными остаются четыре экземпляра антологии, и каждый член клуба классической литературы покупает по одному экземпляру. | |                                                                           |                       |
| 18 | Светит ли солнце в горах? «Рэнпо: ва харэтэ иру ка» (連峰は晴れているか)                                         | Нет (филлер)                                                              | 20 августа 2012 года  |
| Хотаро пытается понять, зачем ему соврал его школьный учитель. Он находит в газетах именно такую причину, которую придумал сам. | |                                                                           |                       |
| 19 | Те, кто придерживается любых подсказок «Кокороатари но ару моно ва» (心あたりのある者は)                         | Том 4, одноимённая глава                                                  | 27 августа 2012 года  |
| Хотаро спорит с Эру о том, что не каждая его догадка может оказаться верной. Неожиданно звучит школьное объявление, которое обоим показалось странным. Хотаро принимает приглашение Эру раскрыть смысл этого объявления, чтобы доказать свою точку зрения. Его размышления заходят так глубоко, что Титанде остаётся только удивляться. | |                                                                           |                       |
| 20 | С новым открытием «Акимаси тэ омэдэто:» (あきましておめでとう)                                                   | Том 4, одноимённая глава                                                  | 3 сентября 2012 года  |
| Пытаясь помочь служителям храма Арэкусу, в который Эру послали с поручением, Хотаро с Титандой оказываются заперты в деревянном сарае. На календаре первое января, а значит, долго Хотаро не продержится и умрет от переохлаждения. Единственный шанс на спасение — передать весточку Маяке, которая согласилась заведовать бюро находок храма в этот праздник. | |                                                                           |                       |
| 21 | Дело о шоколаде ручной работы «Тэдзукури тёкорэ:то дзикэн» (手作りチョコレート事件)                              | Том 4, одноимённая глава                                                  | 10 сентября 2012 года |
| 14 февраля 2012 года Сатоси не принял купленный шоколад Маяки на Валентинов день. Тогда она поклялась сделать такой шоколад, чтобы Сатоси принял его и дал свой ответ на её вопрос. Прошел год, и Ибара сотворила настоящий шедевр. Вот только он исчез из клубной комнаты, пока там никого не было. | |                                                                           |                       |
| 22 | Кукла, пошедшая в обход «То:мавари суру хина» (遠回りする雛)                                                     | Том 4, одноимённая глава                                                  | 17 сентября 2012 года |
| Эру попросила Хотаро нести за ней зонт на фестивале кукол. Фестиваль прошёл не без неприятностей, и виновен в этом лишь один человек. Разумеется, Хотаро с Эру находят его. После чего Эру сообщает Хотаро, что как бы ни сложилась её дальнейшая жизнь, ей придётся вернуться в Камияму и занять место главы семьи. | |                                                                           |                       |

## Отличия романов и аниме
- События в аниме сдвинуты относительно серии романов на 12 лет: события романов происходят в 2000—2001 годах, а события аниме — в 2012—2013-м. Соответственно сдвинуты и некоторые числа — номера школьного фестиваля и выпуска антологии, написанной героями.
- В романах Сатоси не надевал ни костюм подсолнуха, ни костюм Сатурна.
- В аниме беседы с Накадзё, Хабой и Савакигути происходят в один день. В романе же разговор с каждым из них происходит в отдельные дни.
- В романах написанный героями выпуск антологии имеет не зелёно-белую, а коричнево-белую обложку.